# Waals Parlement

Het Waals Parlement, dat zichzelf het Parlement van Wallonië noemt, is de volksvertegenwoordiging van het Waals Gewest (waaronder ook het grondgebied van de Duitstalige Gemeenschap valt). Het parlement is gevestigd in het oude Hospice Saint-Gilles in de stad Namen. Vroeger stond de assemblee bekend als Waalse Gewestraad.

## Bevoegdheid
Het Waals Parlement is in principe bevoegd voor gebiedsgebonden bevoegdheden, zoals ruimtelijke ordening, landbouw, waterbeleid, lokale overheid, openbare werken en vervoer.
Enerzijds kreeg het Waals Gewest meer bevoegdheden erbij van het Parlement van de Franse Gemeenschap (per artikel 138 van de Belgische Grondwet), zoals het toerismebeleid, leerlingenvervoer, immigratiebeleid en bejaardenbeleid.
Anderzijds decentraliseerde het Waals Gewest ook bevoegdheden naar het Parlement van de Duitstalige Gemeenschap (per artikel 139 van de Grondwet), zoals de bescherming van monumenten en landschappen, het tewerkstellingsbeleid (arbeidsaangelegenheden) en het toezicht op de gemeenten en gemeentefinanciering.

## Samenstelling
Het parlement telt 75 leden. Om de vijf jaar worden er verkiezingen gehouden.
Alle Waalse parlementsleden (de Duitstalige leden worden echter vervangen) en 19 Franstalige leden van de Franse taalgroep van het Parlement van het Brussels Hoofdstedelijk Gewest zijn uit hoofde van hun functie ook lid van het Parlement van de Franse Gemeenschap.

### Samenstelling 2024-2029
| Kieskring/Partij | MR | PS | Les Engagés | PTB | Ecolo | Totaal |
| ---------------- | -- | -- | ----------- | --- | ----- | ------ |
| Zetels           | 26 | 19 | 17          | 8   | 5     | 75     |

Het parlement wordt voorgezeten door Willy Borsus (MR).
De Waalse regering-Dolimont bestaat uit de partijen MR (26) en LE (17)

### Samenstelling in eerdere zittingsperioden
Zie hiervoor de volgende overzichten:
- Waalse Gewestraad (samenstelling 1980-1981)
- Waalse Gewestraad (samenstelling 1981-1985)
- Waalse Gewestraad (samenstelling 1985-1987)
- Waalse Gewestraad (samenstelling 1988-1991)
- Waalse Gewestraad (samenstelling 1991-1995)
- Waals Parlement (samenstelling 1995-1999)
- Waals Parlement (samenstelling 1999-2004)
- Waals Parlement (samenstelling 2004-2009)
- Waals Parlement (samenstelling 2009-2014)
- Waals Parlement (samenstelling 2014-2019)
- Waals Parlement (samenstelling 2019-2024)

### Kieskringen
Het Waals Parlement is het enige Belgische parlement dat nog arrondissementele kieskringen hanteert. De federale Kamer van volksvertegenwoordigers en het Vlaams Parlement gebruiken provinciale kieskringen. De 75 leden worden als volgt in de tabel verdeeld per verkiezing.
In 2018 werden de kieskringen van 13 naar 11 herleid ten gevolge van een arrest van het Grondwettelijk Hof, dat na een klacht van Ecolo Luxemburg oordeelde dat kieskringen met minder dan vier leden geen goede vertegenwoordiging kunnen garanderen. De twee kieskringen van Luxemburg werden samengevoegd, en de kieskringen van Henegouwen werden hertekend (* = gewijzigde grenzen).
| Provincie     | Kieskring                | 1995 & 1999 | 2004 & 2009 | 2014 | 2019 & 2024 |
| ------------- | ------------------------ | ----------- | ----------- | ---- | ----------- |
| Luik          | Luik                     | 14          | 13          | 13   | 13          |
| Luik          | Verviers                 | 6           | 6           | 6    | 6           |
| Luik          | Hoei-Borgworm            | 4           | 4           | 4    | 4           |
| Henegouwen    | Charleroi                | 10          | 9           | 9    | 10 *        |
| Henegouwen    | Thuin                    | 3           | 3           | 3    | 10 *        |
| Henegouwen    | Doornik-Aat-Moeskroen    | 7           | 7           | 7    | 7 *         |
| Henegouwen    | Bergen                   | 6           | 6           | 5    | 5 *         |
| Henegouwen    | Zinnik                   | 4           | 4           | 4    | 5 *         |
| Waals-Brabant | Nijvel                   | 7           | 8           | 8    | 8           |
| Namen         | Namen                    | 6           | 6           | 7    | 7           |
| Namen         | Dinant-Philippeville     | 3           | 4           | 4    | 4           |
| Luxemburg     | Aarlen-Marche-Bastenaken | 3           | 3           | 3    | 6           |
| Luxemburg     | Neufchâteau-Virton       | 2           | 2           | 2    | 6           |

## Voorzitters
Hieronder volgt een lijst van voorzitters van het Waals Parlement. Van 1980 tot 1995 stond dit nog bekend als de Waalse Gewestraad.
| Volgorde | Naam                   | Ambtsperiode                         | Partij | Partij |
| -------- | ---------------------- | ------------------------------------ | ------ | ------ |
| 1        | Léon Hurez             | 6 november 1980 - 6 oktober 1981     |        | PS     |
| 2        | André Cools            | 23 december 1981 - 3 september 1985  |        | PS     |
| 3        | Charles Poswick        | 27 november 1985 - 13 december 1987  |        | PRL    |
| 4        | Valmy Féaux            | 3 februari 1988 - 10 mei 1988        |        | PS     |
| 5        | Willy Burgeon          | 10 mei 1988 - 5 juni 1995            |        | PS     |
| 6        | Guy Spitaels           | 20 juni 1995 - 7 februari 1997       |        | PS     |
| 7        | Yvon Biefnot           | 13 maart 1997 - 13 juni 1999         |        | PS     |
| 8        | Richard Miller         | 12 juli 1999 - 5 april 2000          |        | PRL    |
| 9        | Robert Collignon       | 5 april 2000 - 13 juni 2004          |        | PS     |
| 10       | Willy Taminiaux        | 29 juni 2004 - 19 juli 2004          |        | PS     |
| 11       | José Happart           | 19 juli 2004 - 7 juni 2009           |        | PS     |
| 12       | Monika Dethier-Neumann | 23 juni 2009 - 16 juli 2009          |        | Ecolo  |
| 13       | Emily Hoyos            | 16 juli 2009 - 4 maart 2012          |        | Ecolo  |
| 14       | Patrick Dupriez        | 14 maart 2012 - 25 mei 2014          |        | Ecolo  |
| 15       | Maxime Prévot          | 13 juni 2014 - 22 juli 2014          |        | cdH    |
| 16       | André Antoine          | 22 juli 2014 - 11 juni 2019          |        | cdH    |
| 17       | Christophe Collignon   | 11 juni 2019 - 13 september 2019     |        | PS     |
| 18       | Jean-Claude Marcourt   | 13 september 2019 - 21 december 2022 |        | PS     |
| 19       | André Frédéric         | 21 december 2022 - 8 juni 2024       |        | PS     |
| 20       | Jean-Paul Wahl         | 25 juni 2024 - 15 juli 2024          |        | MR     |
| 21       | Willy Borsus           | 15 juli 2024 - heden                 |        | MR     |